# Brobo
Brobo är en underprefektur i Elfenbenskusten. Den ligger i departementet Bouaké, i den centrala delen av landet, 120 km nordost om huvudstaden Yamoussoukro.